# Хмільницьке родовище мінеральних радонових вод
Хмільницьке родовище мінеральних радонових вод відкрите в 1935 році.
Родовище складається з п'яти ділянок; Лісової, Курортної, Голодькінської, Угринівської і Острівної.
Води переважно гідрокарбонатні кальцієві і кальцієво-магнієві слабкої мінералізації — 0,4—0,9 г/дм3. Концентрація радону в водах коливається від 5 до 200 нКu/дм3, що згідно класифікації мінеральних радонових вод відповідає водам від дуже слаборадонові до радонових середньої концентрації. Виняток становить Острівна ділянка, де раніше зустрічалися слабовуглекислі гідрокарбонатно-хлоридні кальцієво-натрієві води з мінералізацією 5,0—6,5 г/дм3 і високим вмістом органічних речовин — до 47,7 мг/дм3. Однак внаслідок інтенсивного видобутку мінералізація вод понизилася до 2,4 г/дм3. Концентрація радону в водах цієї ділянки коливається в межах від 3 до 25 нКu/дм3.
Радонові води Хмільницького родовища уже протягом півстоліття інтенсивно використовуються в лікувальних цілях.